# آدلبودن
آدلبودن (به لاتین: Adelboden) یک بخش در سوئیس است که در Frutigen-Niedersimmental administrative district واقع شده‌است. آدلبودن ۳٬۵۶۳ نفر جمعیت دارد.